# Arianna David
Arianna David (Roma, 3 giugno 1973) è una conduttrice televisiva, attrice ed ex modella italiana, vincitrice del concorso di bellezza Miss Italia 1993.

## Biografia

### Anni '90
Terminati gli studi artistici, nel 1991, a 18 anni, debutta nel mondo dello spettacolo recitando nella fiction di Rai 2 Europe Connection; nel 1992 lavora in Rai come valletta nelle trasmissioni Il grande gioco dell'oca e Acqua calda. Inizia in questi anni la sua carriera da modella; nel 1992 posa per il fotoromanzo Grand Hotel e diventa il volto di alcuni spot pubblicitari come Coca-Cola (spot trasmesso anche in America) e il Cornetto Algida: nello stesso anno diviene testimonial per Il Giornale di Calabria.
Dopo aver vinto il titolo di "Miss Eleganza", viene eletta Miss Italia 1993, e partecipa in rappresentanza dell'Italia a Miss Universo 1994 dove si è classificata settima. Nel 1993, inoltre, debutta come conduttrice in C'era due volte, trasmissione condotta insieme a Pippo Baudo. Nel 1994, insieme a Martina Colombari e Claudio Cecchetto, conduce Un disco per l'estate. In questo periodo, inoltre, la David diventa la testimonial di Laura Biagiotti e sfila per Fausto Sarli a Piazza di Spagna. Parallelamente viene incaricata di consegnare il Pallone d'oro 1993 a Roberto Baggio. Nel 1995 il patron Enzo Mirigliani la volle come co-presentatrice a Miss Italia 1995 insieme a Fabrizio Frizzi.
Sempre nel 1995, per Telethon, presenta la tournée dei Pooh. In questo periodo diventa testimonial della Deborah e tra le principali sfilate di questo periodo si ricorda quella a Piazza di Spagna per Gattinoni, sfilata che fu trasmessa su Canale 5. Nel 1997 conduce Vela estate con Mike Bongiorno su Rete 4 e Estatissima Sprint su Canale 5.
Nel 1999/2000 debutta a teatro con La presidentessa per la regia di Roberto Balestra.

### Anni 2000
Nel 2002 recita nella fiction Le ragazze di Miss Italia per la regia di Dino Risi e conduce Diretta Gol su Italia 1. Nel 2004 è nel cast di A casa di Anna, film per la regia di Enrico Oldoini. Nel 2004 conduce Pan... di più su Rai Futura, e insieme a Francesco Paolantoni conduce lo show di Rai 2 30 anni di carriera di Ron.
Nel 2005 conduce insieme a Carlo Conti Sanremo contro Sanremo su Rai 1 ed è nel cast della terza edizione del reality show L'isola dei famosi, venendo eliminata nel corso della semifinale con il 58% dei voti. Nel 2007 diventa membro della giuria tecnica per l'elezione di Miss Italia 2007, diventa inoltre testimonial per Mabrat, Ironica e Jadea.

### Anni 2010
Diviene giurata dello Zecchino d'Oro 2010 su Rai 1 e nel dicembre 2010, abbandonata ormai la scuderia di Lele Mora, entra nella scuderia del manager Devis Paganelli; in questo periodo diviene direttore responsabile nazionale del Free Press Slide (magazine diffuso in Italia con sede nella Repubblica di San Marino). Nel 2011 è tra i giurati della giuria tecnica per l'elezione di Miss Italia 2011.
Nell'inverno 2012 partecipa alla nona edizione del reality show L'isola dei famosi, condotta da Nicola Savino con Vladimir Luxuria su Rai 2, venendo eliminata nel corso della terza puntata con l'86% dei voti. Nel 2012 è nel cast di SPA, sitcom trasmessa da Italia 1 e Italia 2.

### Anni 2020
Ritorna in TV come opinionista tra il 2020 e il 2023 nei programmi di Canale 5, come Live - Non è la d'Urso e Pomeriggio Cinque. 
Nel 2024 è ospite di alcuni programmi, tra cui Generazione Z, Storie di donne al bivio, La volta buona, Estate in diretta, BellaMa' e Verissimo.

## Vita privata
Ha due figli nati dal legame con Marco Bocciolini. Si è sposata nel 2017 con David Liccioli nella chiesa della Beata Vergine Maria Immacolata alla Giustiniana.

## Filmografia
- Europe Connection – serie TV (1991)
- Le ragazze di Miss Italia, regia di Dino Risi – film TV (2002)
- A casa di Anna, regia di Enrico Oldoini – miniserie TV (2004)
- SPA – sitcom (2012)

## Teatro
- La presidentessa, regia di Fernando Balestra (1999-2000)

## Programmi televisivi
- Il grande gioco dell'oca (Rai 2, 1992)
- Acqua calda (Rai 2, 1992)
- Miss Italia 1993 (Rai 1, 1993)
- C'era due volte (Rai 2, 1994)
- Miss Universo 1994 (CBS, 1994)
- Un disco per l'estate (Rai 1, 1994)
- Miss Italia 1995 (Rai 1, 1995)
- Telethon (Rai 2, 1996)
- Estatissima Sprint (Canale 5, 1996)
- Vela estate (Rete 4, 1997)
- Diretta Gol (Italia 1, 2002)
- Pan... di più (Rai Futura, 2004)
- 30 anni di carriera di Ron (Rai 2, 2004)
- Sanremo contro Sanremo (Rai 1, 2005)
- L'isola dei famosi 3 (Rai 2, 2005)
- Miss Italia (Rai 1, 2007, 2011)
- Zecchino d'Oro (Rai 1, 2010)
- L'isola dei famosi 9 (Rai 2, 2012)

## Fotoromanzi
- Grand Hotel (1992)

## Spot pubblicitari
- Coca-Cola America (1992)
- Cornetto Algida (1992)

### Testimonial
- Il Giornale di Calabria (1992)
- Laura Biagiotti (1993-1994)
- Deborah (1995-1996, 1998)
- Ironica (2007)
- Jadea (2007)

### Altro
- CyberMax - CD-ROM per MAX (1999)
- Video musicale per la Fondazione Grace Kelly (2000)